# Coupe du Turkménistan de football
La Coupe du Turkménistan de football a été créée en 1993. Elle se dispute chaque année entre les clubs turkmènes, à travers plusieurs tours à élimination directe. Avec sept trophées, le club de Köpetdag Achgabat est le plus titré dans la compétition.

## Palmarès
- 1993 : Köpetdag Achgabat 4-0 Merw Mary
- 1994 : Köpetdag Achgabat 2-0 Turan Dashoguz
- 1995 : Turan Dashoguz 4-3 Köpetdag Achgabat
- 1996 : Non disputée
- 1997 : Köpetdag Achgabat 2-0 Nisa Achgabat
- 1998 : Nisa Achgabat 3-0 Nebitchi Balkanabat
- 1999 : Köpetdag Achgabat 3-1 Nebitchi Balkanabat
- 2000 : Köpetdag Achgabat 5-0 Nisa Achgabat
- 2001 : Köpetdag Achgabat 2-0 Nebitchi Balkanabat
- 2002 : Garagam Türkmenabat 0-0 (4-2 tab) Şagadam Türkmenbaşy
- 2003 : Nebitchi Balkanabat 2-1 ap Nisa Achgabat
- 2004 : Nebitchi Balkanabat 1-0 Asudalyk Achgabat
- 2005 : Merw Mary 1-1 (3-1 tab) Köpetdag Achgabat
- 2006 : HTTU Achgabat 0-0 (7-6 tab) Köpetdag Achgabat
- 2007 : Şagadam Türkmenbaşy 1-0 ap Merw Mary
- 2008 : Merw Mary 2-1 HTTU Achgabat
- 2009 : FK Altyn Asyr 3-0 Merw Mary
- 2010 : FC Balkan 3-2 FK Altyn Asyr
- 2011 : HTTU Achgabat 0-0 (4-2 tab) FK Achgabat
- 2012 : FC Balkan 2-1 HTTU Achgabat
- 2013 : FK Ahal Änew 2-1 FK Altyn Asyr
- 2014 : FK Ahal Änew 3-2 FC Balkan
- 2015 : FK Altyn Asyr 0-0 (7-6 tab) Şagadam Türkmenbaşy
- 2016 : FK Altyn Asyr 4-0 FK Achgabat
- 2017 : FK Ahal Änew 4-0 Şagadam Türkmenbaşy
- 2018 : Köpetdag Achgabat 0-0 (5-4 tab) Energetik
- 2019 : FK Altyn Asyr 3-0 FK Ahal Änew
- 2020 : FK Altyn Asyr 1-1 Köpetdag Achgabat
- 2021 : Şagadam FK 1-0 FK Ahal Änew
- 2022 : FK Ahal Änew 5-0 Şagadam FK
- 2023 : FK Arkadag 3-0 FK Ahal Änew
- 2024 : FK Arkadag 1-0 FK Ahal Änew

## Bilan par clubs
- 7 titres : Köpetdag Achgabat
- 5 titres : FK Altyn Asyr
- 4 titres : FC Balkan, FK Ahal Änew
- 2 titres : Merw Mary, HTTU Achgabat, Şagadam Türkmenbaşy, FK Arkadag
- 1 titre : Garagam Türkmenabat, Nisa Achgabat, Turan Dashoguz

## Sources
- (en) Palmarès de la Coupe du Turkménistan sur le site RSSSF.com